# Сухостій

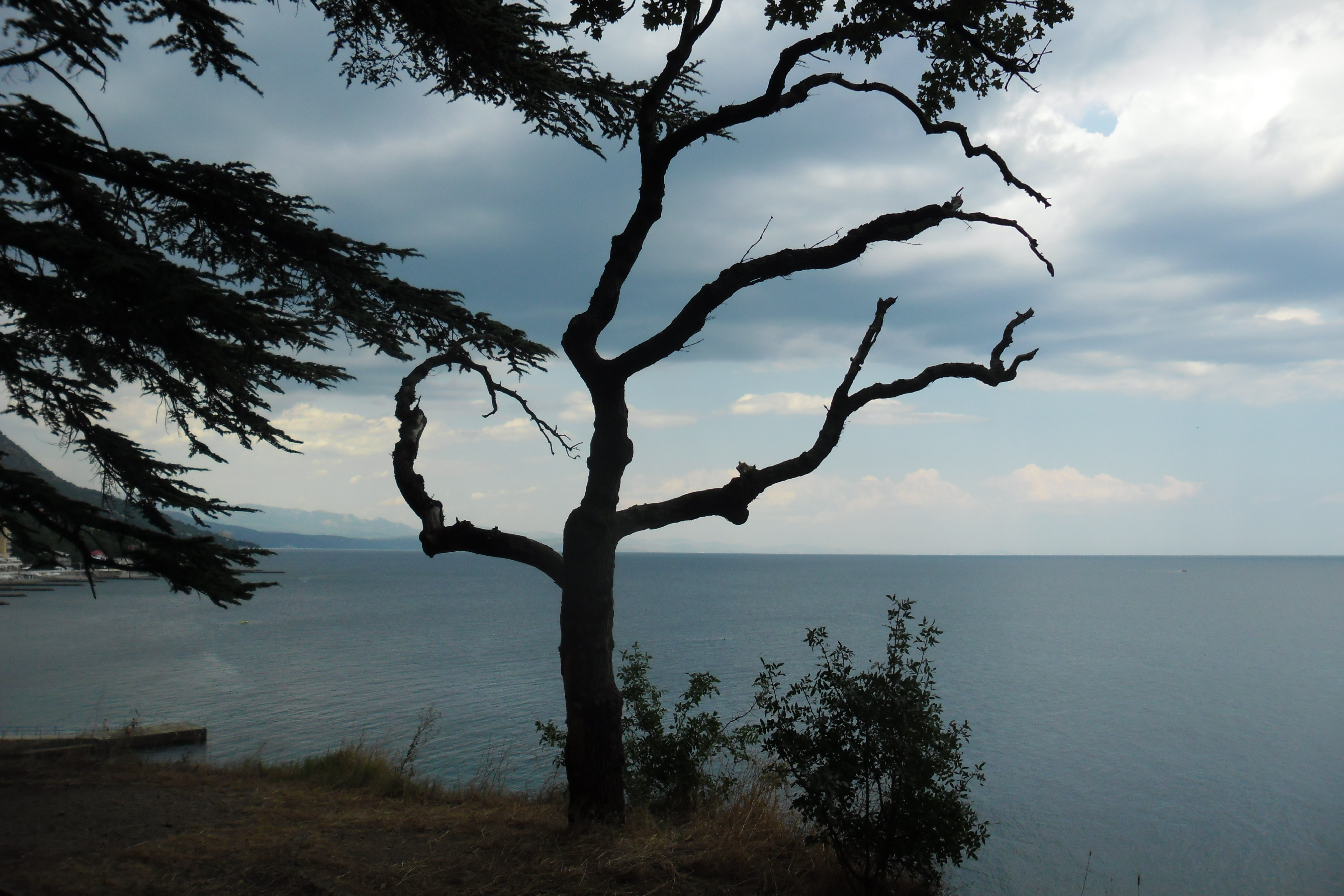
Дерево-сухостій. Крим. Україна.

Сухостій — засохлі дерева і кущі, які стоять на корені.
Причина утворення сухостою — різкі кліматичні коливання температури, вологи, «нижня пожежа» (вигоряння сухої трави, коли дерева ще не займаються, але суттєво пошкоджуються), масове розповсюдження шкідників і грибних хвороб, термічне, хімічне, механічне чи інше суттєве пошкодження кореневищ, кори чи листяного покриву дерев, а також їх старіння, всихання.
Заходами профілактики сухостою є своєчасні санітарні рубки, рубки старих та пошкоджених дерев, меліорація заболочених земель та інші заходи догляду за лісом. Вирубаний сухостій має бути вивезений з лісу, бо він є вогненебезпечним і може стати осередком примноження вторинних шкідників та хвороб дерев.